# Mérignac, Gironde
Mérignac är en stad och kommun i departementet Gironde i regionen Nouvelle-Aquitaine i sydvästra Frankrike. Staden är belägen väster om Bordeaux. Bordeaux internationella flygplats finns vid staden. År 2022 hade Mérignac 77 136 invånare.

## Historia
Namnet Mérignac kommer från det gallo-romerska ordet Matriniacus, som betydde villa rustica (landsstad). Staden grundades 100 e.Kr.

## Mérignac borgmästare
- Benjamin Saufrignon (AD)[4]: 1927 till 29 aug 1944
- Robert Brettes (PS) : september 1944 till 1974
- Michel Sainte-Marie (PS) : 1974 till 2008 (omvaldes till 2014)

Mérignac är en commune vilken är indelad i 2 "cantons" :
- En del av Mérignac (33 517 invånare)
- En del av Mérignac, och kommuner Martignas-sur-Jalle och Saint-Jean-d'Illac (39 262 invånare)

## Arkitektur
- '‹'Veyrines-tornet : fängelsehåla, byggdes år 1290. Veyrines-tornet i Mérignac

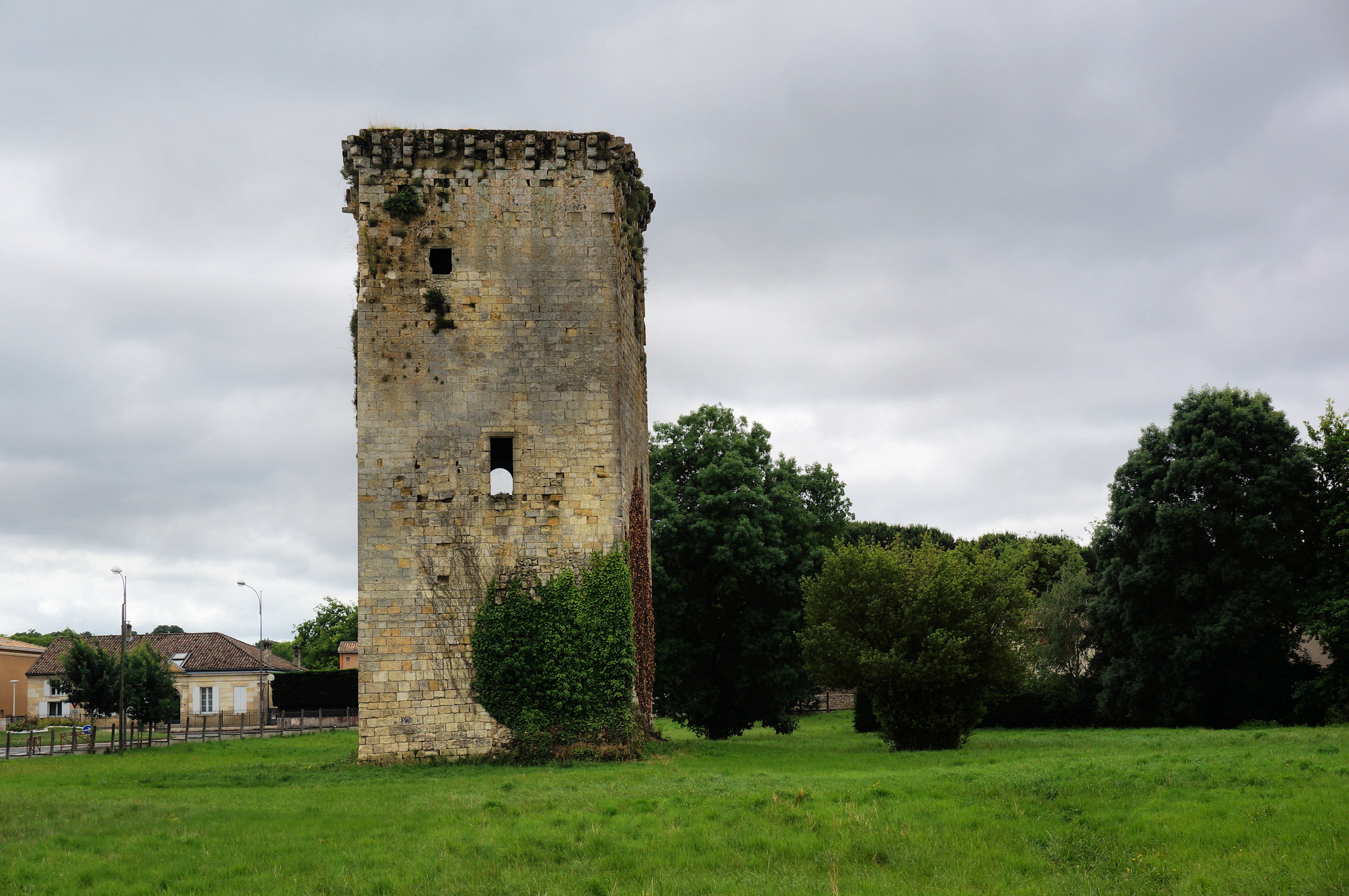
Veyrines-tornet i Mérignac

- Bourrans slott : byggdes år 1870, det har alltid en park designad av Le Breton.
- Le Burcks slott (1700-talet)
- Maison Noble du Parc eller Château d'Espagne : slott byggdes under 1200-talet, levde till 1900-talet.
- Arlacs fontän (1700-talet)
- Immeuble Gillet : byggdes år 1965-1967, av arkitekten Guillaume Gillet[5].
- La glacière (1600-talet)
- La veille église : kyrkan byggdes år 1122[6]. Romansk stil.
- Maison carrée d'Arlac (1790)

## Parker
- Parc Bourran
- Bois du Burck
- Parc de Mérignac
- Parc Saint-Exupéry
- Parc du Vivier

## Kultur
- Pin Galant (teater, dans och konsert)
- Médiathèque (bibliotek och konferenshus)
- Mérignac Ciné (cinema)
- Le Krakatoa (konserthus)

## Befolkningsutveckling
Antalet invånare i kommunen Mérignac
Referens:INSEE